# Фийчай
Фийчай, Фия — река в России, протекает в Республике Дагестан, по территории Ахтынского района. Длина реки составляет 18 км. Площадь водосборного бассейна — 122 км².

## География
Река берёт начало с ледников Главного Кавказского хребта на Фийском перевале, стекает вниз по склонам гор и течёт по дну Фийского ущелья с юга на север, впадая в реку Ахтычай справа на расстоянии 22 км от его устья. В низовьях реки находится дубовый лес.

## Данные водного реестра
По данным государственного водного реестра России относится к Западно-Каспийскому бассейновому округу, водохозяйственный участок реки — Самур.
Код объекта в государственном водном реестре — 07030000412109300002439.

## Население
На всём течении реки встречается лишь один населённый пункт в её среднем течении — лезгинское селение Фий. Самый южный населённый пункт Российской Федерации.